# Polygonia aureomarginata
Polygonia aureomarginata är en fjärilsart som beskrevs av Cockerell 1889. Polygonia aureomarginata ingår i släktet Polygonia och familjen praktfjärilar. Inga underarter finns listade i Catalogue of Life.